# Joseph Bradley Varnum
Joseph Bradley Varnum (ur. 29 stycznia 1750 w Dracut, zm. 21 września 1821 tamże) – amerykański polityk.

## Życiorys
Urodził się 29 stycznia 1750 roku w Dracut. W młodości pracował jako rolnik, a następnie zaciągnął się do wojska, by wziąć udział w amerykańskiej wojnie o niepodległość. W wieku osiemnastu lat został kapitanem oddziału prowincji Massachusetts Bay. Pod koniec wojny w 1787 roku uzyskał stopień pułkownika i pomógł stłumić rebelię Daniela Shaysa. W latach 1780–1795 był członkiem legislatury stanowej Massachusetts. Był jednym z delegatów stanowej konwencji konstytucyjnej, która ratyfikowała przyjęcie Konstytucji USA. Pracował także jako sędzia, a w 1795 roku został wybrany do Izby Reprezentantów z ramienia Demokratycznych Republikanów. W 1802 roku został generałem majorem milicji stanowej. W latach 1807–1811 pełnił rolę spikera izby niższej. Mandatu kongresmana zrzekł się w lecie 1811 roku, ponieważ został wybrany do Senatu. W roku 1813 bezskutecznie kandydował na gubernatora Massachusetts przeciwko urzędującemu Calebowi Strongowi. W izbie wyższej zasiadał do 1817 roku, pełniąc od grudnia 1813 do lutego 1814 roku funkcję przewodniczącego pro tempore. Po zakończeniu kadencji, ponownie zasiadał w legislaturze stanowej do śmierci 21 września 1821 roku w Dracut.
Jego bratem był James Mitchell Varnum.